# Artibeus anderseni
Artibeus anderseni là một loài động vật có vú trong họ Dơi mũi lá, bộ Dơi. Loài này được Osgood mô tả năm 1916.